# Myzomela cruentata
Papa-mel-vermelho ou suga-mel-encarnado (Myzomela cruentata) é uma espécie de ave da família Meliphagidae.
Pode ser encontrada nos seguintes países: Indonésia e Papua-Nova Guiné.
Os seus habitats naturais são: florestas subtropicais ou tropicais húmidas de baixa altitude e regiões subtropicais ou tropicais húmidas de alta altitude.